# Javier Juste
Javier Juste Cerveró (1856-c. 1899) fue un pintor español.

## Biografía
Nació en 1856. Pintor valenciano, en las Exposiciones del Ateneo de Valencia en 1875 y 1878 y de la sociedad El Iris en 1879 y 1880 presentó La ermita de Carraixet, Un cementerio, El picacho, El barranco de Arquinas, Un recuerdo (del natural), Entrada del puerto de Valencia, Una marina y Un paisaje. Falleció en 1898 o 1899, tras ser internado en un manicomio.